# Artefakt
Artefákt (iz latinske fraze arte factum: ars »znanje, spretnost« + facere »izdelati«) je »nekaj narejeno ali mu je dal obliko človek, kot predmet ali umetniško delo, posebej predmet arheološkega pomena«. 
V arheologiji, kjer se uporablja pojem artefakt, je to predmet, ki so ga z arheološkimi prizadevanji izkopali in ima lahko kulturni pomen. Vendar pa so sodobni arheologi poskrbeli za razlikovanje materialne kulture od narodnostne, kar je pogosto bolj zapleteno, kot se je Carol Kramer izrazil v pregovoru »lonci niso ljudje«. 
Primeri vključujejo kamnita orodja, lončarsko posodje, kovinske predmete, kot so orožje in predmeti za osebni okras, kot so gumbi, nakit in oblačila. Kosti, ki kažejo znake človeških sprememb so tudi taki primeri. Naravni objekti, kot so od požara razpokane kamnine iz ognjišča ali rastlinski material, ki se je uporabljal za hrano, arheologi razvrščajo kot biofact in ne kot artefakt.